# Държавно устройство на Мадагаскар
Мадагаскар e президентска република.

## Президент
Президентът на Мадагаскар е държавен глава, избиран за срок от 5 години.

## Законодателна власт
Мадагаскар има двукамарен парламент, състоящ се от Сенат (горна камара) и Народно събрание (долна камара).
Горната камара на парламента е съставена от 90 места, от тях 60 места се избират от провинциите за срок от 6 години (по 10 на провинция), а останалите 30 места се назначават от президента.
Долната камара на парламента е съставена от 160 депутати, избирани за срок от 4 години.